# Beata Sokołowska-Kulesza
Beata Sokołowska-Kulesza (Gorzów Wielkopolski, 10 gennaio 1974) è una canoista polacca.
Ha vinto due bronzi nel K2 500 m alle Olimpiadi di Sydney 2000 e Atene 2004, sempre in coppia con Aneta Pastuszka. Ha inoltre vinto numerose medaglie ai mondiali.

## Palmarès
- Olimpiadi

Sydney 2000: bronzo nel K2 500 m.
Atene 2004: bronzo nel K2 500 m.
- Mondiali

1999: oro nel K2 500 m, argento nel K2 200 m, bronzo nel K4 200 m e K4 500 m.
2001: argento nel K2 200 m e K2 500 m.
2003: bronzo nel K2 200 m, K2 500 m e K4 200 m.
2005: argento nel K2 200 m.
- Campionati europei di canoa/kayak sprint

Zagabria 1999: oro nel K2 200 m, K2 500 m e K2 1000 m.
Poznań 2000: oro nel K2 200 m e K2 500 m, bronzo nel K2 1000 m.
Milano 2001: argento nel K2 1000 m e bronzo nel K2 200 m.